# Kuenringer

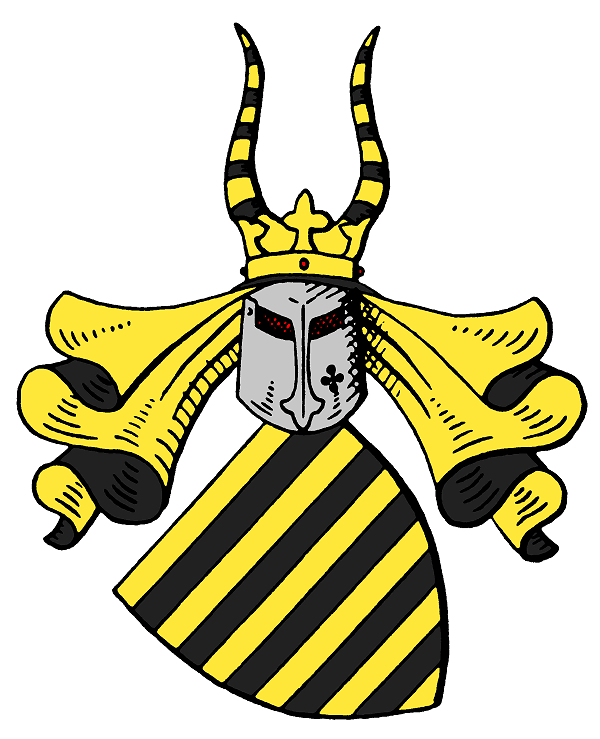
Wappen der Kuenringer

Die Kuenringer (auch Herren von Kuenring, oder Chuenringe(r)) waren ein österreichisches Ministerialengeschlecht. Die erstmalige urkundliche Erwähnung stammt aus dem Jahr 1132. Der letzte Kuenringer starb 1594.

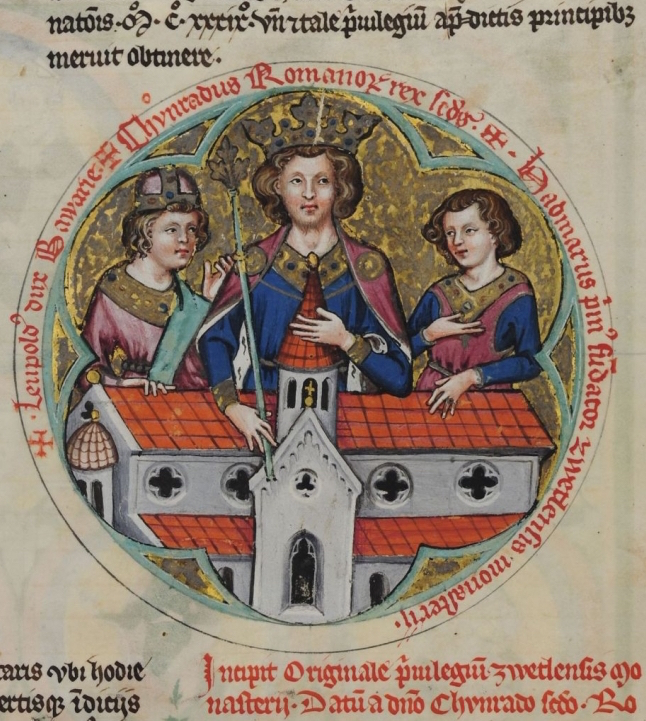
Konrad III. (Mitte) mit Leopold IV. von Bayern (links) und Hadmar I. von Kuenring, „Bärenhaut“, fol. 8v, Federzeichnung 14. Jahrhundert

## Geschichte
Nachdem Azzo von Gobatsburg, der aus Sachsen oder dem Rheinland (Trier) stammende Gründer der Familie, im 11. Jahrhundert im Gefolge eines Sohnes des Markgrafen Leopold I. in das heutige Niederösterreich gekommen war, erwarb die Familie, laut einer Urkunde vom 29. Dezember 1056, drei Königshufen im Ort Hezimaneswisa, heute Hetzmannswiesen, sowie danach von ihren Lehensrittern und Wehrbauern besiedelte Besitzungen im Waldviertel, im Weinviertel und in der Wachau. Sie waren wesentlich an der wirtschaftlichen und kulturellen Entwicklung des Landes beteiligt. So gründete Hadmar I. 1137 das Stift Zwettl und erbaute die Stammburg Kühnring in der heutigen Marktgemeinde Burgschleinitz-Kühnring. Auch in Wullersdorf gab es im 12. Jahrhundert eine Kuenringerburg, und Schöngrabern war zur Bauzeit der romanischen Kirche im Besitz der Kuenringer.
Im 13. Jahrhundert stellten sie sich an die Spitze der Aufständischen gegen den Babenberger Herzog Friedrich II. Sie waren maßgeblich an der Einsetzung des böhmischen Königs Ottokar Přemysl beteiligt und standen später in Opposition zum Habsburger Albrecht I. Die damaligen Lehensherren der Kuenringer im Bereich Litschau/Heidenreichstein waren die Grafen von Hirschberg (bei Beilngries). Diese duldeten und unterstützten die Teilnahme der Kuenringer am Aufstand gegen Herzog Albrecht I. Ende 1295/1296, den Albrecht niederschlug. In der Folge nötigte Herzog Albrecht die Hirschberger zur Abgabe ihrer Besitzungen im Bereich der ehemaligen Herrschaft Raabs zum inadäquaten Preis von 250 Mark Silber.  Um 1250 entstanden die Linien Dürnstein und Weitra-Seefeld, wobei ab 1355 nur die Linie Weitra-Seefeld fortbestand und den gesamten Besitz erneut vereinigte. Die Kuenringer der Linie Weitra-Seefeld waren Inhaber vieler brandenburgischen Lehen in Österreich.
Die Kuenringer starben 1594 aus. Der letzte Kuenringer war Johann VI. Ladislaus (alias Hans Lasla von Kuenring), der am 9. Dezember 1594 verstarb und erst am 9. April 1595 in der Pfarrkirche von Seefeld bestattet wurde. Sein Grab wurde nie gefunden. Als Erben der Kuenringer gelten die Liechtensteiner, deren Wappen einen Bestandteil als „Wappen der Chuenringe“ darstellt.
In der Sage leben die „Hunde von Kuenring“, wie die Brüder Hadmar III. und Heinrich III. genannt wurden, fort als unerbittliche Raubritter, doch ist das eine verzerrende spätere Darstellung.

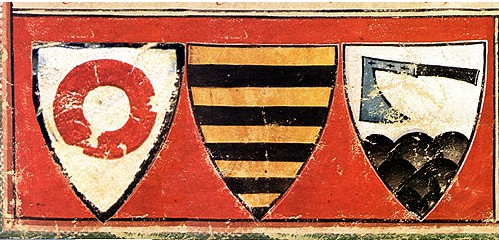
Die Wappen der Kuenringer (um 1310). Fotomontage aus Ausschnitten des Kuenringer-Stammbaums in der „Bärenhaut“, fol. 8r.

## Wappen
Das bekannteste Kuenringer-Wappen ist das Ringwappen, der rote Ring auf silbernem Grund. Es taucht erstmals im Zwettler Stifterbuch (um 1310), der so genannten Bärenhaut, auf und wird nach dem Namen Kuenring als Ring des Kühnen gedeutet: hie habent die chuenen ditz landes an einem ring.
Das Ringwappen tauchte jedoch nie in Siegeln der Kuenringer selbst bei Rechtsgeschäften auf. Möglicherweise entstand es als sekundäres Zeichen aus der Deutung des Namens und wurde zu einem Symbol für kuenringische Zugehörigkeit, vor allem in Wappen von deren Lehensleuten.
Lange war das Wappen der Kuenringer das von Aggstein mit der naturfarbenen Axt an schwarzem Stiel über einem schwarzen Berg von Steinen. Dieses Wappen haben sie entweder von den Herren von Aggstein übernommen oder nach Übernahme ihrer Herrschaft demonstrativ entwickelt.
Es wird abgelöst von dem Balkenwappen: fünf Balken auf goldenem Grund, das dem sächsischen Wappenbild ähnelt. Im Zwettler Stifterbuch wurde darunter Sachsen geschrieben. Wie dieses Wappen zu den Kuenringern kam, ist nicht genau festzustellen, sicher nicht über Verwandtschaft. Eine Gelegenheit könnte die Eheschließung der Babenbergerin Agnes, Tochter Herzog Leopolds VI. (1198–1230), mit Albrecht von Sachsen gewesen sein, bei der sich ein Kuenringer Verdienste erwarb oder bei einer feierlichen Zeremonie oder einem Turnier das Recht auf das Führen des Fürstenwappens erhalten haben könnte. Das Balkenwappen blieb jedenfalls das häufigste Kuenringer-Wappen. Die Fürsten von und zu Liechtenstein führen es heute als Bestandteil in ihrem Wappen, dort mit Rautenkranz, der wie bei dem Wappen der Herzöge, Kurfürsten und Könige zu Sachsen eine spätere Zutat ist und somit die Ähnlichkeit zum Verwechseln bestärkt.

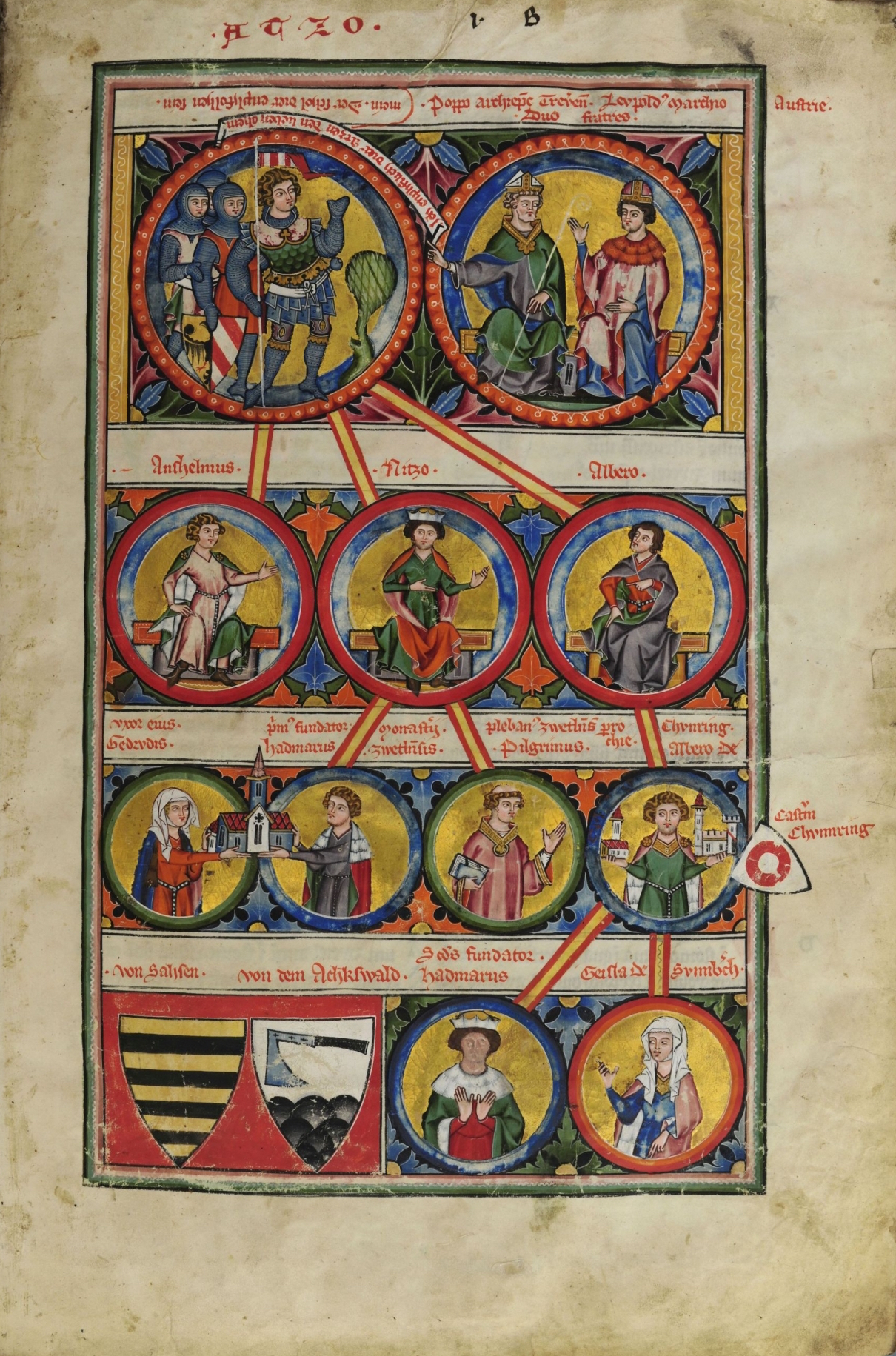
Kuenringer-Stammbaum, „Bärenhaut“, fol. 8r (um 1310)

## Genealogie
1. Azzo von Gobatsburg († um 1100)
  1. Anshelm (* um 1058, † um 1137)
    1. Azzo († vor 1131)

  2. Rizzo (auch Nizzo) († vor 1114) ⚭ Truta
    1. Hadmar I. von Kuenring († 27. Mai 1138), kinderlos
    2. Albero II. († um 1163), kinderlos
    3. Dietmar (* um 1098, † nach 1114), kinderlos
    4. Piligrim/Pelegrin von Zwettl († um 1166), Geistlicher

  3. Albero I. († um 1118)
    1. Albero III. von Kuenring (* 1115/18, † 15. August 1182) ⚭ Elisabeth
      1. Hadmar II. von Kuenring (* um 1135, † 22. Juli 1217) ⚭ um 1170 Eufemia von Mistelbach
        1. Albero IV. († nach 1220), ⚭ 10. November 1208 NN, kinderlos
        2. Hadmar III. von Kuenring (~1180-~1231), (Hund von Kuenring)[8]
          1. Albero V. von Kuenring-Dürnstein (* ~1210/15, † 8. Jänner 1260), Stammvater der Linie Kuenring-Dürnstein, ⚭ 1240 Gertrude von Wildon
            1. Leutold I. von Kuenring-Dürnstein (* 1243, † 18. Juni 1312), ⚭ I ~1269 Agnes von Feldsberg († 1. September 1299), ⚭ II 1300 Agnes von Asperg († 1341)
              1. Agnes (als Kleinkind verstorben)
              2. Clara (als Kleinkind verstorben)
              3. Johann (auch Jann; * 1302, † Februar 1348), ⚭ Agnes von Maissau
                1. Leutold III. († 4. August 1355), kinderlos, ⚭ 1353 Alheid von Wallsee zu Drosendorf
                2. Anna († 1385), ⚭ Heidenreich von Maissau († 1381)

              4. Hadmar (*/† 1303)
              5. Else/Elsbeth, ⚭ Witigo von Landstein
              6. Agnes, ⚭ Andreas von Liechtenstein
              7. Leutold II. (* 1308, † 21. August 1348), ⚭ Sophie von Maissau
                1. Agnes, ⚭ Friedrich von Wallsee († 1362)
                2. Klara, ⚭ Friedrich von Wallsee zu Drosendorf und Pottenstein
                3. Elsbeth († 1379), kinderlos, ⚭ Eberhard VIII. von Walsee († 1363)

            2. Albero VI. (* 1244/45, † 1278), kinderlos
            3. Heinrich IV. (VI.) (* 1252, † 31. Jänner 1286), kinderlos, ⚭ I 1276 Alheid von Feldsberg († 1284), ⚭ II 1285 Katharina von Neuhaus

          2. Heinrich II. (IV.) (* ~1220, † 12. Mai 1293), Stammvater der Linie Kuenring-Weitra-Seefeld, ⚭ Kunigunde
            1. Heinrich V. (VII.) (* ~1241/45, † 1281), ⚭ 1275, Elisabeth, illegitime Tochter des Königs Ottokar II. Přemysl
              1. Hadmar VII. († 1303), kinderlos
              2. Heinrich VI. (VIII.) Pulko († nach 1340), ⚭ Maria
                1. Anna

              3. Kunigunde

            2. Albero VII. (* ~1270, † 1342), ⚭ I 1297 Agnes von Capellen († 1318), ⚭ II ~1320 Herburgis von Pettau
              1. Johann II. († 26. Jänner 1349), ⚭ 1345 Anna von Wallsee zu Enns († 1368)
                1. Nizzo II./Neiz/Seiz/Azzo (* ~1346/47, † 1405), ⚭ I 1367 Margaretha von Pottendorf, ⚭ II Agnes von Wartenberg
                  1. Bernhard († 1396/97)
                  2. Achaz († ~1425), ⚭ 1407 Barbara von Stubenberg
                    1. Achaz II. († ~1429), ⚭ NN von Stubenberg
                    2. Johann/Hanns/Janns († 1446), ⚭ ~1435 Anna von Stubenberg
                    3. Albero/Albrecht († 1444), ⚭ Katharina von Leippa
                    4. Georg/Jörg († 1464/65), ⚭ I Magdalena von Volkersdorf, ⚭ II Barbara von Kreig
                      1. Balthasar (* ~1445, †~1500), ⚭ I ~1465 Elsbeth von Liechtenstein-Murau, ⚭ II Barbara von Montfort
                        1. Georg II. († vor 1500)
                        2. Johann IV. (* 1481, † 28. April 1513), ⚭ 1501 Anna von Zelking zu Weinberg
                          1. Wilhelm († 6. Oktober 1541), ⚭ I 1532 Salome von Roggendorf, ⚭ II Sibilla von Fugger (⚭ II 1534 Wilhelm von Puchheim)
                            1. Elisabeth

                          2. Marquard († 1571), ⚭ I Elisabeth von Starhemberg († 1556), ⚭ II 1557 Katharina von Polheim
                            1. Johann V.
                            2. Albero IX. († 1589), ⚭ I Barbara von Scherfenberg zu Hochenwang, ⚭ II Barbara von Rottenburg
                              1. Georg
                              2. Elisabeth († 1591)

                            3. Azzo III.
                            4. Anna
                            5. Juliana
                            6. Rosina
                            7. Maximiliana
                            8. Elisabeth
                            9. Johann VI. Ladislaus/Hanns Lasla († 9. Dezember 1594), ⚭ 1579/80 Maria Salome von Polheim, ⚭ II 1598 Günter von der Goltz
                              1. Johann VII. († 1590)

                            10. Maria Magdalena, ⚭ Hanns von Zinzendorf

                          3. Christof († 1542), ⚭ Katharina von Boskoviz
                            1. Margaretha

                          4. Balthasar II. († 1547), ⚭ Anastasia von Zelking
                          5. Florian († 17. Juni 1534)

                        3. Anna († 1510), ⚭ Wolfgang von Kreig
                        4. Ehrentrud, ⚭ 1504 Jakob von Clement

                      2. Amalia, ⚭ Hanns von Kranichberg

                    5. Ursula

                  3. Agnes, ⚭ 1408 Johann II. von Liechtenstein-Nikolsburg
                  4. Agnes, ⚭ Hanns von Neiperg

                2. Elsbeth, ⚭ 1363 Otto von Kiau

            3. Hadmar VI. († ~1271)
            4. Adelheid († 1281), ⚭ Wulfing von Kiau
            5. Maria († 1320), ⚭ I Reinbert/Reinprecht von Ebersdorf († 1288), ⚭ II 1289 Eberhard II. von Wallsee

          3. Gisela († vor 1270), ⚭ Schetscho von Budevice

        3. Heinrich I. (III.) (~1185–1233), (Hund von Kuenring)[8], ⚭ Adelheid von Falkenstein–Neuburg
          1. Hadmar IV. (* um 1205/08, † ~1250), kinderlos
          2. Heinrich III. (V.) (* um 1205/08, † ~1241), kinderlos
          3. Offemia (* ~1211/15, † nach 1283), ⚭ I 1233 Irnfrid von Hindberg († 1237), ⚭ II 1238/39 Rudolf von Pottendorf

        4. Gisela, ⚭ 10. November 1208 Ulrich von Falkenberg

      2. Gisela († nach 1192), ⚭ Leutwin von Sunnberg († 1190/92)

    2. Heinrich I. (von Zebing) († nach 1160)
    3. Heinrich II. (von Guntramsdorf) († um 1177), kinderlos
    4. Rapoto von Schönberg († nach 1176)
      1. Rapoto II.
      2. Hadmar

    5. Otto von Purchartstorf († nach 1183)
      1. Rapoto
      2. Heinrich

## Bauten
- Wach- und Signalturm in Kirchberg am Walde in Niederösterreich

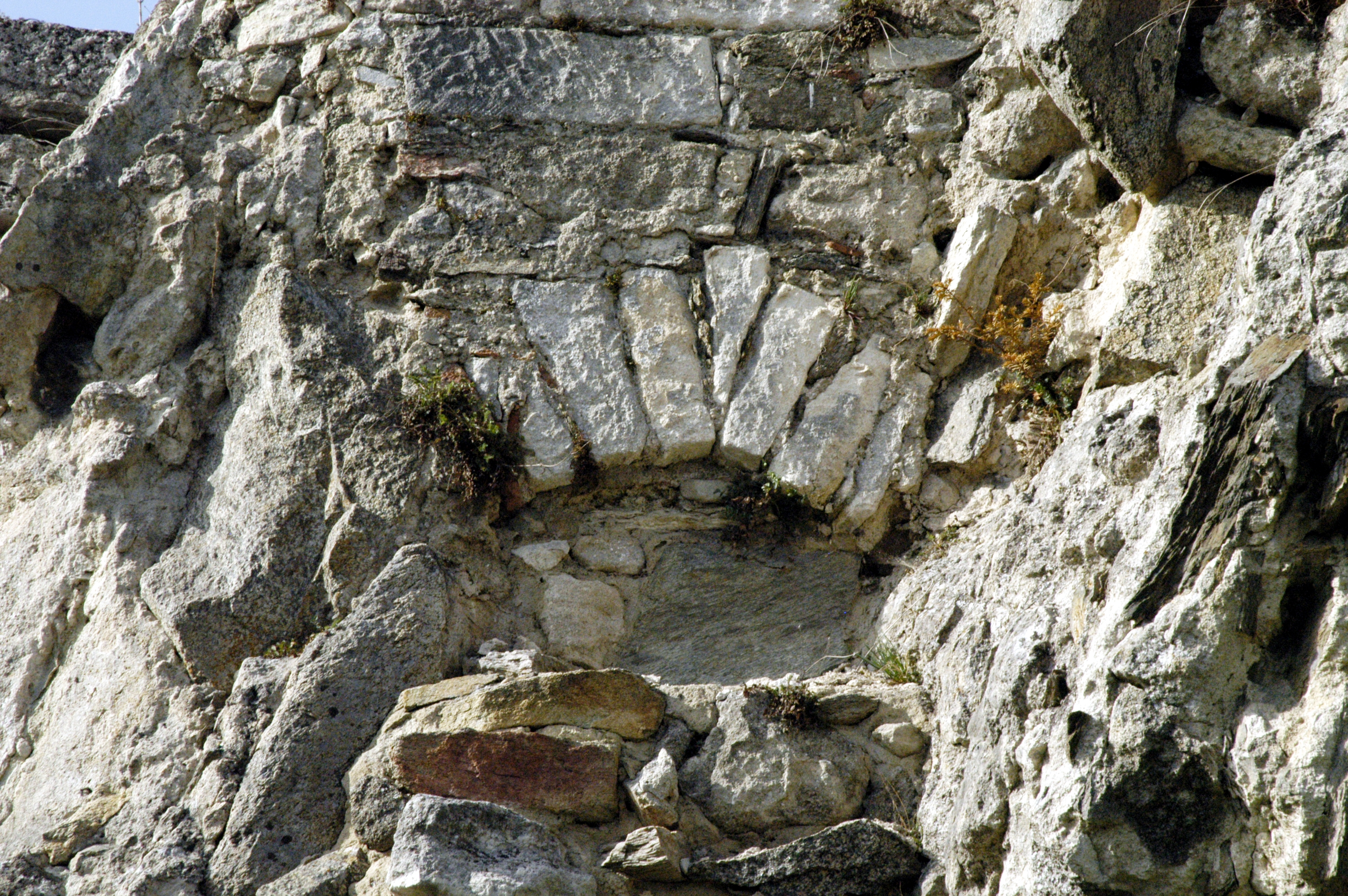
Mauerreste der Stammburg
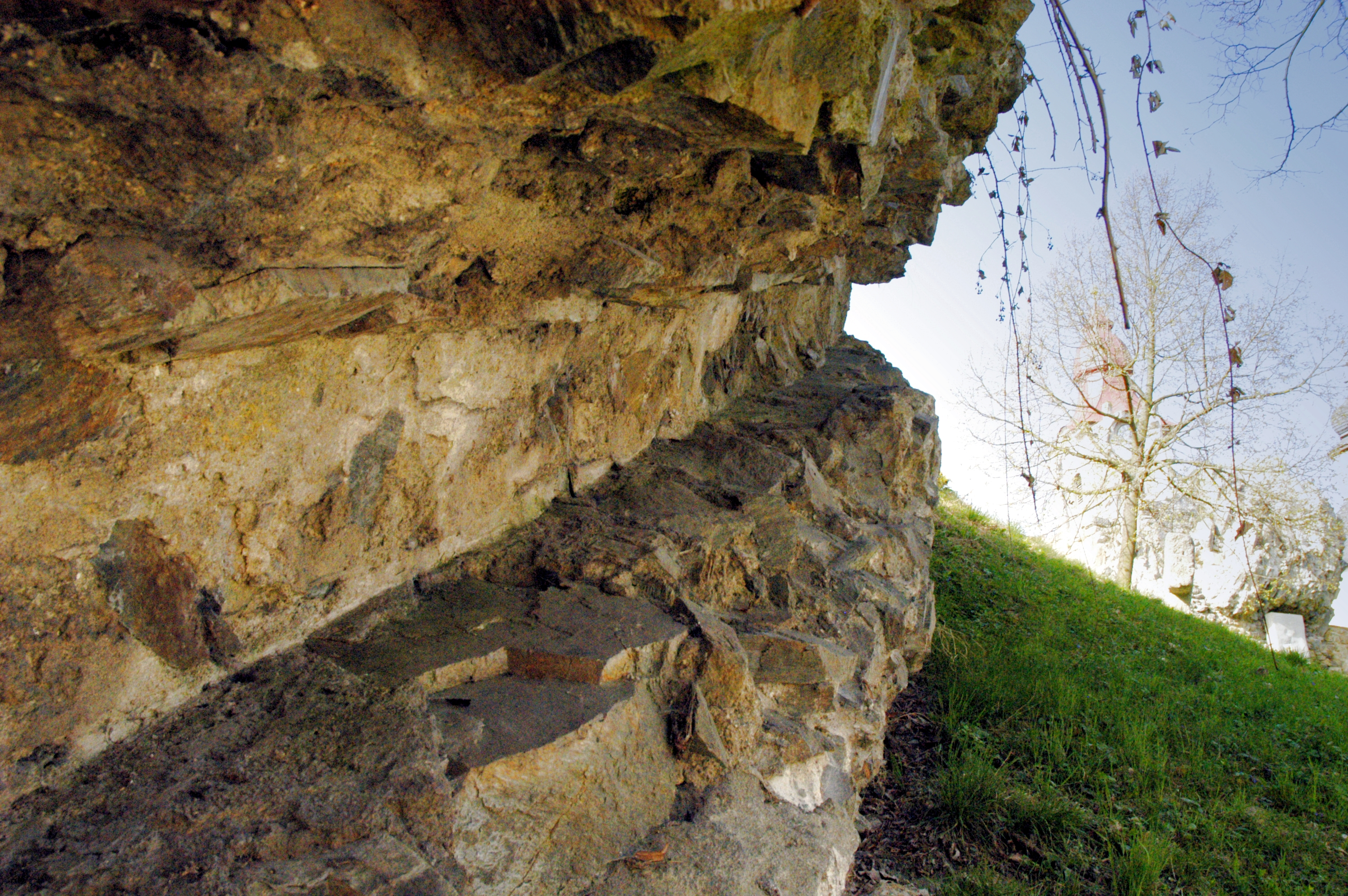
Reste der Burg in Kühnring
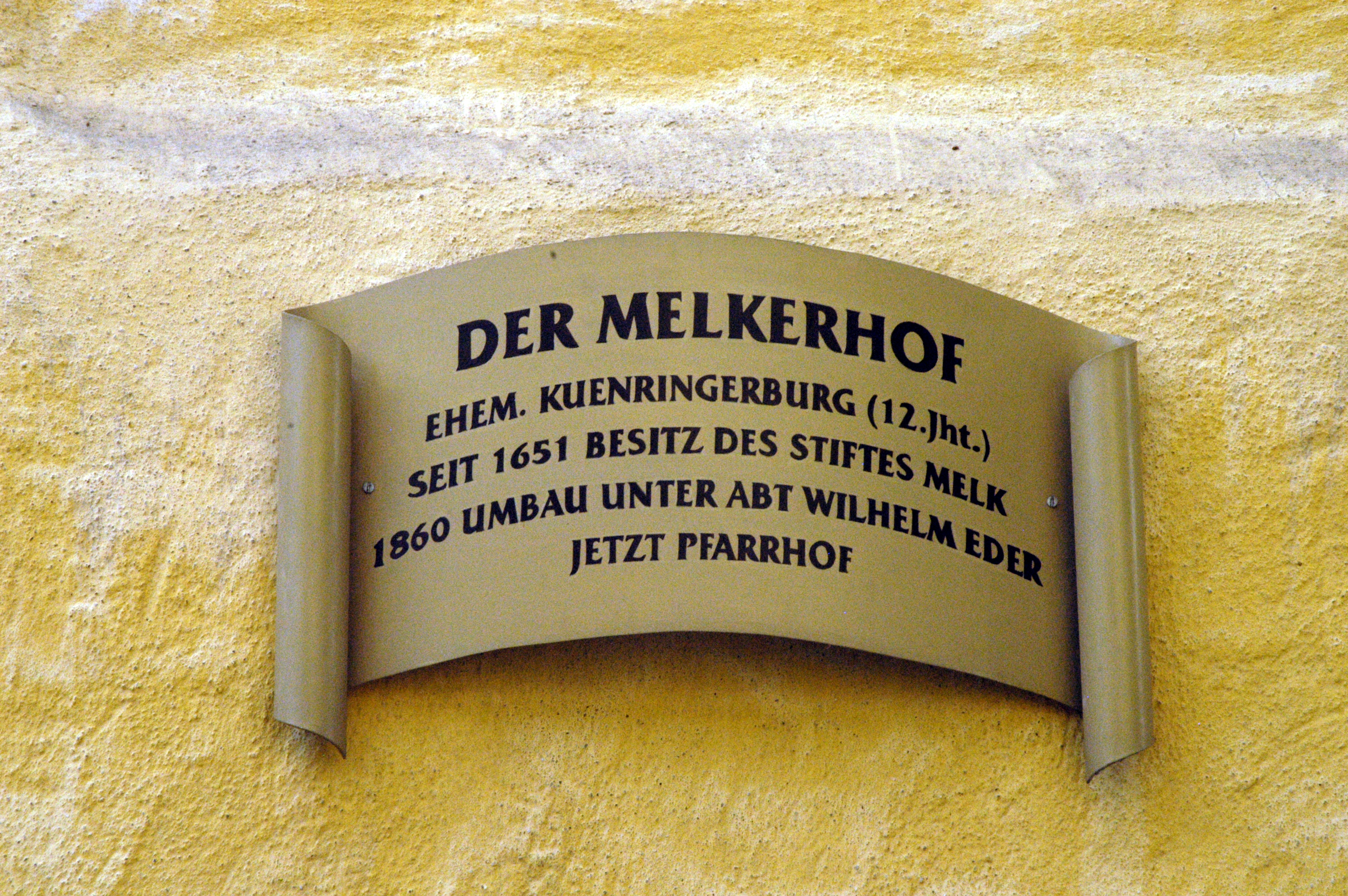
Tafel am Pfarrhof in Wullersdorf